# Doupovské Hradiště
Doupovské Hradiště település Csehországban, a Karlovy Vary-i járásban.  Lakosainak száma 162 fő (2024. január 1.).

## Népesség
A település lakosságának változását az alábbi diagram mutatja:
| Lakosok száma | 151  | 159  | 160  | 159  | 162  | 147  | 160  | 161  | 162  |
|               | 2016 | 2017 | 2018 | 2019 | 2020 | 2021 | 2022 | 2023 | 2024 |